# Uherčice (powiat Brzecław)
Uherčice – miejscowość i gmina (obec) w Czechach, w kraju południowomorawskim, w powiecie Brzecław. W 2022 roku liczyła 1073 mieszkańców.